# Isole Donovan
Le isole Donovan (in inglese Donovan Islands) sono un piccolo gruppo di 5 isole antartiche a circa 11 km dalla stazione Casey, nell'arcipelago Windmill.
Localizzate ad una latitudine di 66° 21' sud e ad una longitudine di 110°24' est le isole sono state mappate per la prima volta mediante ricognizione aerea durante l'operazione Highjump e l'operazione Windmill, negli anni 1947-1948. Sono state intitolate dalla US-ACAN a J. Donovan, studioso dell'Administrative Officer of the Antarctic Division (Melbourne) e capo di numerose spedizioni scientifiche nelle isole Heard e Macquarie.